# 230.
◄ | 2. stoljeće | 3. stoljeće | 4. stoljeće | ►
◄ | 200-ih | 210-ih | 220-ih | 230-ih | 240-ih | 250-ih | 260-ih | ►
◄◄ | ◄ | 227. | 228. | 229. | 230. | 231. | 232. | 233. | ► | ►►
Astronomija • Književnost • Kršćanstvo

## Smrti
- 23. svibnja – Urban I., papa

## Vanjske poveznice
|  | Zajednički poslužitelj ima još gradiva o temi 230. |